# レールチェイス2

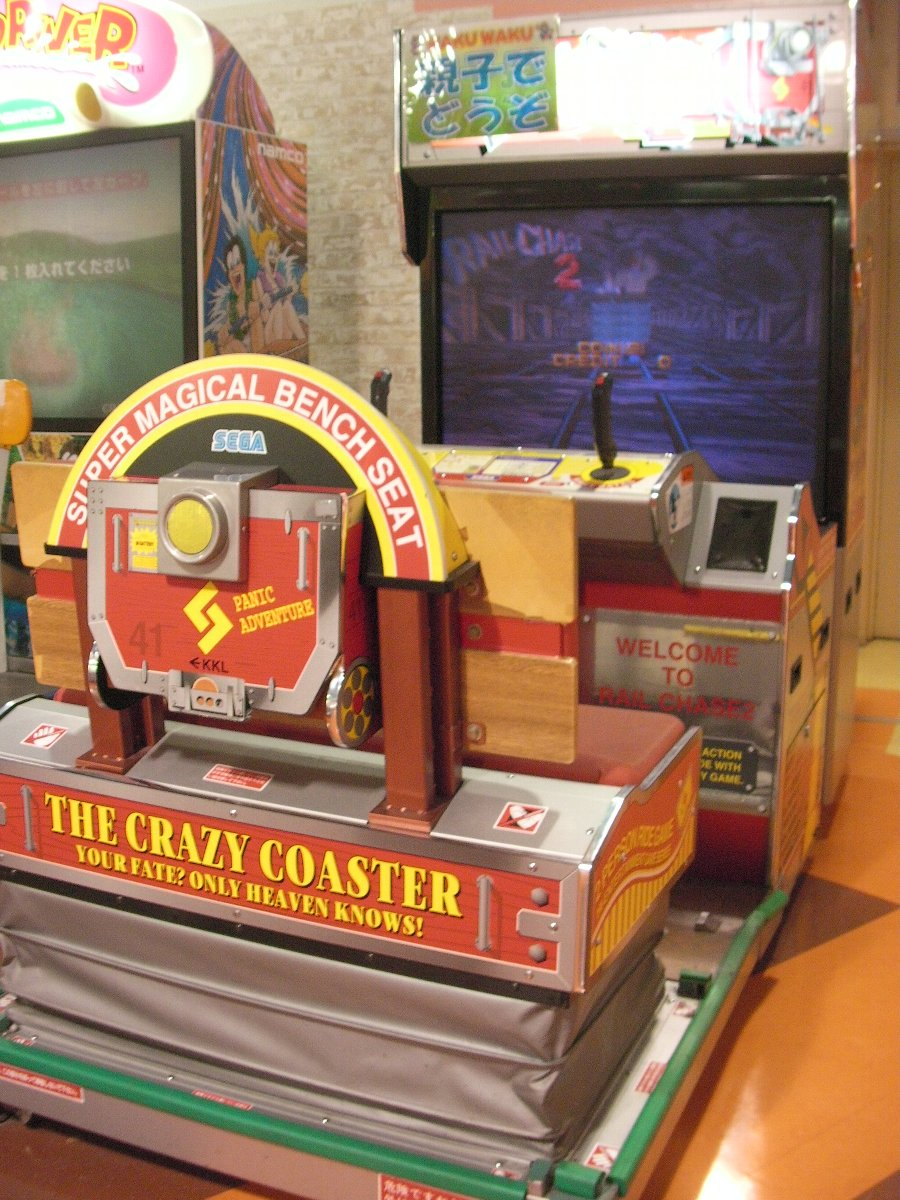
レールチェイス2筐体 　デラックスタイプ

『レールチェイス2』(Rail Chase 2)は、セガが1995年にリリースしたトロッコ型ガンシューティングゲームである。1991年にリリースされた『レールチェイス』の続編である。

## 概要
しばしば線路を外れてまで爆走するトロッコに乗り込みながら敵の追手を振り払い、脱出するのが目的のパニック・ライド・アクション・シューティングゲーム。画面に合わせてキャビネット（ベンチ）が連動するシステム”スーパーマジカルベンチシート”を採用。キャビネットの駆動構造が前作の2軸から3軸へとなったため、より機敏に動作する。筐体にはジョイスティック型コントローラーが2つ直付けされ、筐体は大きく分けて29型CRTのSD型と、50型プロジェクターのDX型の2タイプが存在し、前者はさらに前作レールチェイスからのコンバージョンが可能なものと、姉妹作品の『ジュラシックパーク』からコンバージョン可能なものの二種類が存在する（上部の看板やシートのデザイン、形状などが異なる）。MODEL2B基板使用により、前作の2Dのアニメーションから3Dのポリゴンへとグラフィックが進化、多彩な表現が可能となった。ジョイステックには、人差し指と親指の部分にトリガーが配置され、どちらを利用しても同様に撃つことができる。
姉妹作品に『ジュラシック・パーク』がある。また、似たシステムを持つ作品に『Let's Go JUNGLE!』がある。

## 特徴
パニック・ライドなだけあって、脱線したり、崖などからダイブしても必ず別のレールに無事着地するのが特徴。映画さながらのスリルと演出で、シリアスさとコミカルさを兼ね備える。ステージ分岐が多彩で、ステージによっては、終盤間際にポイントを切り替え次の行き先を選択できるほか、ステージ内の出来事がそのまま次の行き先に影響するパターンもある。またステージ内での隠しコースも多数存在するため、あらゆるところに行ける感覚がある。ステージも序盤の要塞から、工場、村落、遺跡、鉱山、雪原、谷、渓谷、密林、市街地とバリエーションに富んでおり、一度のプレイですべてのステージやコースを通過することはできないため、これらのシステムはリピーターの確保に大変有効であった。

## 前作との相違点
続編扱いではあるが、一部システム面に変更が加えられた。以下に代表的なものを記す。
- 前作では敵との距離で表されていたライフが今作ではプレイヤー毎にゲージで表示されるようになった。
- 前作では1ステージで数回発生していた後ろ向きに視点が変わるイベント（Look Out Behind Us!）は、今作では極一部の限られた場面でしか起こらなくなった。
- 1Pプレイ時に攻撃不可能な場所への攻撃に当たり判定が無くなったため、1Pプレイでもノーコンティニュークリアが可能となった。
- 前作では追いつかれたボスにとどめを刺されるゲームオーバー時の演出が、今作では画面が一旦停止しホワイトアウトする方式に変更された。

## ストーリー
1938年。女性科学者マリー・ベイツが行方不明となる。新聞記者であるフリント・リックマンはこの事態を強大な軍事国家である「エッケル帝国(EKKL EMPIRE)」の仕業であると突き止めた。世界侵略が進められ、秘密兵器開発を強要されるマリーを救済するため単身エッケル帝国に潜入した彼は、彼女との接触に成功。帝国の兵器工場を爆破するが、搬出用トロッコを利用するしか脱出する方法は無かった。2人はトロッコに乗り込み、エッケル帝国からの脱出を目指すことになる。

## ステージ
STAGE1 - FORTRESS（要塞）
エッケル帝国心臓部の要塞のステージ。トロッコに乗り込み、ストーリーの兵器工場を爆破するところからゲームは始まる。開始直後、開発中であった戦艦型巨大鉄道兵器が2人の口を封じるため、猛スピードで追跡してくる。戦艦型巨大鉄道兵器は容易くトロッコに追いつき、これを崖下に突き落とす。しかし2人のトロッコは崖下の線路への着地に成功する。その後、待ち構えていたエッケル軍の襲撃をやりすごしつつ進むと、今度は先にレールが無い。ブレーキも間に合わず落下して、パイプや鉄骨の間をうまくすり抜け、下の通路へと着地する。その先は要塞の中心部への入り口であった。
- 最初の戦艦型巨大鉄道兵器に追跡されるシーン、施設内のシーンなどで、エッケル帝国軍の物と思われる戦車やコンテナなどが確認できる。
- 内部ではレールがよく途切れており、作業員の姿も確認できる。また、施設内のあらゆる場所や、ドラム缶などの備品にエッケル帝国の紋章を見ることができる。
- 隠しコースあり。要塞侵入後、ハーフパイプ直前の地点で、こちらに向かって突進してくる敵のトロッコを銃撃で破壊する。すると、プレイヤーはそのまま線路の上を進み続ける。後のコース展開に影響はないが、メインコースに復帰するまでに回復アイテムが出現する。
- ステージ終盤間際にポイント切り替えがあり、次のステージの行き先を選択することができる。このポイントで左を選ぶとFACTORY（工場）、右を選ぶとVILLAGE（村落）に分岐する。

STAGE2 ルートA - FACTORY（工場）
エッケル帝国施設内の工場のステージ。線路はそのまま貨物用のエレベーターに続いており、2人のトロッコが押し込まれると、リフトはそのまま上昇を開始する。兵士達の襲撃を受けつつも頂上までたどり着くと、前方から複数の無人トロッコが突進、その衝撃で後退するが、後ろが坂道だったため、再び前進する。勢いあまった2人のトロッコはレールを外れ、岩石用のハーフパイプを滑走する。
- このステージでは、工場であるという設定を利用した多彩な演出や障害物が存在する。最初のハーフパイプのシーンでの岩石や、その先の溶鉱炉、ゴンドラから飛び降りてくる兵士、行く手を阻むパイプ群に、鋳造されたばかりの鉄材が流れるコンベヤーなど。また、背景にはピストンやボイラーなどを見ることができる。
- 隠しコースはなし。受けるダメージ量が多いステージである。次のステージはSHRINE（遺跡）である。

STAGE2 ルートB - VILLAGE（村落）
緑の生い茂る森林のステージ。要塞からのレールが途切れるとともに、まもなく2人は村落地区に突入する。特殊戦闘員や大砲部隊をも交えた大量の追跡部隊からの追撃、崖の上からの落石による妨害を掻い潜りつつ、川沿いの村落地帯を突き進むことになる。途中、レール下のドラム缶を爆破すると隠しルートが発生、村落を通過する。
- 隠しコースへの侵入経路は二か所あり、川の上を通る線路に侵入した直後のドラム缶か、その次に出現するドラム缶を銃撃して爆破することによって出現する。このとき、爆破するタイミングが遅いと、爆破に成功しても侵入することはできない。どちらの侵入口も村落の前にある。
- 隠しコースに侵入すると村落の内部を通過し、回復アイテムが出現する。なお、途中の突進してくるトロッコに激突した場合は通常のコースに復帰する。村落侵入前の橋で落下した場合は、後の展開への影響はないものの、コースは右側の線路に変更される。村落に侵入する前に転落してしまうと回復アイテムは出現しない。
- 兵士や、砲台の設置されている足場は、銃撃を加えることによって破壊することができる。また、特殊戦闘員が初めて登場するステージである。次のステージはSHRINE（遺跡）である。

STAGE3 - SHRINE（遺跡）
東南アジアの寺院を想わせる雰囲気の遺跡のステージ。今までと違い、ここでは特殊戦闘員を中心とした部隊が行く手を阻む。遺跡の深部へ進むと、突然天井が崩れ始め、後ろからエッケル帝国の秘密兵器の一つである戦車型高速装甲兵器が登場。車体前方の折りたたみ式アームで2人のトロッコを捕まえ、引き寄せ、大量の砲弾を浴びせかける。途中エッケル兵士がダイナマイトを投げつけてくるが、2人の抹殺に念頭をおいているボスは、兵士もろとも巻き込みながら猛進する。次第に遺跡から掘削途中の場面へと移り、2人のトロッコは脆い橋へと差し掛かる。構わず突き進もうとする戦車型高速装甲兵器の質量に耐え切れなかった橋は崩壊、戦車型高速装甲兵器は地下深くへと転落する。その後、顔のオブジェのある通路を通過するが、これはトラップで通路に差し込む光に触れるとオブジェの口から岩が大量に転がってくる仕掛け。光を避ける方法は無いので、岩を撃つしか手は無い。これをやり過ごせばルート分岐のポイントへと移行する。
- このステージはFACTORY（工場）とVILLAGE（村落）の両ルートの合流地点であり、どちらのステージから来たかで序盤の展開が異なる。FACTORY（工場）から来た場合は、VILLAGE（村落）終了間際に見える二体の大仏の掌の上をジャンプし、ジャングルを通り抜けながら遺跡に侵入する。VILLAGE（村落）から来た場合は、滝を通過してそのまま洞窟を抜け、遺跡に侵入する。両ルートで、序盤の敵の出現パターンが異なるが、中盤以降の展開には影響はない。
- ステージ中盤から、実質ゲームの中ボスである戦車型高速装甲兵器が登場。遺跡を破壊し、部下達をものともせずプレイヤーを始末しようと襲い掛かる牲にする残虐性を誇る。青い部分とキャタピラを攻撃すると大きなダメージを与えられるが、大砲を撃つ際にキャタピラの部分を撃つとしばらく砲撃の照準が反れ、有利に攻撃ができる。早めに戦車型高速装甲兵器を倒すと、左右から回復アイテムの載った台車が登場する。1つの台車に回復アイテムが2つ載っており、数は5台。撃破するのが非常に速かった場合、戦車型高速装甲兵器は橋までにたどり着くことなく失速し、画面外に退場する。
- 隠しコースは無いが、ステージ終盤にはポイントがある。左を選ぶとCOALMINE（鉱山）、右を選ぶとしばらく進んだ後にSNOW FIELD（雪原）へ分岐する。なお、右を選んだ場合は特殊戦闘員が襲撃してくる。また、終了直前のバリケードの裏に回復アイテムが設置されている。

STAGE4 ルートA - COALMINE（鉱山）
炭鉱発掘中の鉱山のステージ。前方に走っていた無人のトロッコが突然転倒すると、積んであった大量の丸太へと激突し、2人へ転がってくる。丸太はトロッコよりも速く転がるため、急いで撃ち落とさなければならない。しばらくすると急カーブへと差し掛かり、丸太は反れ地下深くへと落ちていく。その後、サイレンが鳴って今度は大量の兵士が待ち構えている。ここには大量のポイント切り替えがある。流れ弾も当たるので行く方向を選択する余裕は無い。もうすぐレールも途切れる。先には多数のクレーンがある。
- とにかくポイント切り替えの多いステージ。これらの中には隠しコースや、ステージ分岐にかかわるものがある。ほぼすべてのコースに障害物が設置されており、"STOP"とかかれた看板にぶつかるシーンやジャンプシーンもある。
- 丸太のシーンの直後にある、最初のポイントを切り替えずに通過すると、隠しステージに突入することができる。ただし、このポイントは油断するとつい撃ってしまうような位置とタイミングに配置されている。隠しコースを選択すると、トロッコは本線から離れて、暗い照明の点滅する小さなトンネルへと侵入していく。こちらのコースでは敵の攻撃がほとんどない。
- コース終盤近くになるとクレーンが出現するが、左から数えて奇数のレールはそのまま落下して下のルートへ、偶数のレールはクレーンに引っかかり上のルートへと進む。これがこのまま次のステージを決定する。コースの切り替えは、ステージ中盤の大量のポイントのあるシーンで行われ、下のコースへ侵入すると、何度か落下を繰り返しステージクリアとなり、上のコースだと2本の上下に起伏するレールを通過した後、クリアとなる。このとき、下のコースでクリアするとCANYON（渓谷）上のコースでクリアするとVALLEY（谷）へ分岐する。上のコースでは、クリア直前の丸太の山の一つの後ろに回復アイテムが設置されている。

STAGE4 ルートB - SNOW FIELD（雪原）
遺跡の先を進むとそこは氷のトンネルが。トロッコの通る振動でたくさんのつららが2人目掛けて落ちてくる。急カーブで脱線してしまうがトロッコの運動エネルギーが遠心力へと代わり、トンネルの壁をぐるぐる回転しながら敵を一掃する。回転も止まり、トンネルを抜けるとあたり一面は雪原であった。大自然の中を疾走する2人を食い止めようと、兵士達は遮断機を下ろしたりエッケル製の特殊スノーモービルで攻撃してきたりと相変わらず追跡と阻止の手は迫ってくる。それでもエッケル軍を倒して進んでいくと突如として凍った湖が現れ、トロッコは湖の上をスケートの様に滑走し始めてしまう。2人のトロッコも兵士達のトロッコもコントロールが効かなくなってしまう。
- 隠しコースあり。一つ目は、最初のスノーモービルの攻撃をかわした直後に出現するドラム缶のバリケードを破壊することで侵入できる。侵入すると、トロッコは脱線せずに元の線路を走り続ける。復帰後の線路は変わらない。二つ目は、二回目のスノーモービルの攻撃をかわした後で出現する、突進してくるトロッコを破壊せずに追突すると侵入できる。侵入すると、トロッコは脱線し、小さな氷のトンネルに突入して、湖で復帰する。なお、どちらの隠しコースも後のステージの展開には影響がない。
- ステージ分岐はなく、次のステージはCANYON（渓谷）である。

STAGE5 ルートA - VALLEY（谷）・ルートB - CANYON（渓谷）
雄大な渓谷のステージ。轟音を鳴り響かせながら戦闘機が登場し、3機1組で爆弾を投下するが、最後の1機が橋を避けきれずに激突。残骸がこちらへ飛んでくるので撃ち落とさなければならない。今度は別の3機がエッケル施設を避けようと上昇するが、最後の1機が上昇しきれず施設に衝突する。その後、2人のトロッコは施設外縁を、敵の合間を通り抜けていく。
- このステージも合流ステージのため、どのコースを通ってきたかで展開が違う。どちらのコースも大部分のシーンでもう一方のコースを確認することができ、大抵のシーンでは、もう片方のコースを敵が走行している。
- 鉱山で落下、または雪原のステージからだと、ステージの名称はCANYON（渓谷）となる。序盤でレールを外れたトロッコは、谷間の突き出した岩の上を跳ねて、一回転のロールの後で施設外縁に着地。その後崩壊しかけのつり橋を渡り線路に復帰。その後、戦闘機による爆撃を受けた後、敵の追撃を受けつつ施設外縁を進む。
- 鉱山で落下することなくそのまま来た場合、ステージの名称はVALLEY（谷）となる。こちらでは、いきなり戦闘機からの爆撃を受けた後、レールを岩で塞がれトロッコは脱線、前方の斜面を勢いよく駆け上ったトロッコは大ジャンプ、施設の線路に突入。その後、左に45度傾いたレール等を通り、つり橋を渡ろうとするが、先ほどの戦闘機が味方諸共これを爆破、真逆さまに転落してしまう。
- 終盤の2階建ての小屋が乱立する領域を疾走するシーンは、車線は違うものの両コースで共通の場面であり、本作品中最もシビアな難易度となっている。隠しルート、ステージ分岐は共になし。次のコースはFOREST（密林）である。

STAGE6 - FOREST（密林）
広大な密林のステージ。大勢の特殊戦闘員がここでも行く手を遮ろうとする。斧による攻撃、蔦に掴まりながらの攻撃を迫撃しながら進むと、この地区に住んでいた民族のものと思われるトーテムポールの大群がある。翼を持つトーテムポールが目の前に現れた場合、翼を撃つか、その下のトーテムポールを撃って、ダルマ落としの要領で下に移動してやられなければならない。その後コース分岐があり、片方には蜂のマークの看板が確認できる。
- 大自然ステージその2。よく見るとこのステージには多数の動物が確認できる。トロッコに乗った特殊戦闘員との戦闘中に横断する川のほとりにはフラミンゴ、その後の最初の木のトンネルにはカブトムシが、さらに進むと、右手の大木に蛇が巻きついているのが見える。どの生物も巨大である。
- ステージ中盤のトーテムポールの上や別のレールにライフがあるが、すべて取るのは至難の業である。
- その先にあるコース分岐では、左に進むと大量の蜂に、右に進むとコウモリの大群に襲われる。蜂のルートの方が難易度が低い。この後の小屋兼倉庫から大量の樽が溢れ出るというアクシデントが発生する。
- ステージ分岐はなく、次のコースはTOWN（市街地）である。

STAGE7 - TOWN（市街地）
エッケル帝国の軍用トラックが多数走っている。しかしこの後、トラックにぶつかりアーチ橋の上部を走る。工場の屋根を左右に滑るように滑走した後、兵士達の寄宿舎の間を何度も落下し、レールもなしに街中を暴走する。最後に果物を載せた荷台に激突、トタンが坂替わりとなり先へ進む。するとそこには、要塞で遭遇したあの戦艦型巨大鉄道兵器が再び起動しようとしていた。
- 最終ステージ。コース分岐は存在しない。ここをクリアすると最初のステージに現れた戦艦型巨大鉄道兵器との最終決戦となる。要塞で遭遇した個体と同一かは不明。ここでは、要塞では見ることの出来なかったミサイル同撃や鉄球の発射、甲板からの複数の砲弾攻撃等が登場する。巨大機関車型兵器の撃墜タイミングが遅いと、退出する線路が途切れ途切れのところを通って出て行く。

## 登場キャラクター

### プレイヤー
フリント・リックマン
本作の1P側のキャラクター。マーカーの色は青。新聞記者。帽子をかぶっている。高いところからダイブしたりレールを次々に乗り移る時に「ふぅー」「ファンタスティック!」等と陽気に叫ぶ。科学者のマリー・ベイツを救うために立ち上がった。
マリー・ベイツ
本作の2P側のキャラクター。マーカーの色は赤。その頭脳に目をつけられ、エッケル帝国に軍事兵器の開発を強要される。高いところから落ちたり、危険な状況の時にはよく叫ぶ。

### エッケル帝国

#### 雑魚キャラクター
兵士
最も多く登場するエッケル帝国兵士。水色の軍服を着用。帽子と肩と左胸にエッケル帝国の黄色い紋章がある。歩兵、トロッコ兵、ゴンドラ兵、砲兵、ダイナマイト兵、スノーモービル兵、戦闘機兵、盾兵と部隊のバリエーションも豊富ではあるものの、主人公や味方、ボスによく悲惨な目に逢わされる。
作業員
ドラム缶を投げつけてくるエッケル帝国の作業員。水色のツナギと黄色いヘルメット、グレーのシャツを着用。胸中央にエッケル帝国の赤い紋章がある。ドラム缶を投げつける、または落とした後は戦闘に加わらず、頭を押さえて逃げていく。ドラム缶を投げずに横切るだけの作業員も登場する。
特殊戦闘員
エッケル帝国の戦闘員。グレーのズボンにゴーグルを着用。戦闘に特化された部隊で、戦闘能力、技術は高い。森林部によく登場する。

#### ボスキャラクター
戦車型高速装甲兵器
キャタピラ型エネミー。連射可能な大型砲を間隔を開けて2門と、車体の中心線上に折りたたみ式のアームを搭載している。STAGE3のSHRINE（遺跡）に登場。主人公2人を抹殺するため遺跡に配備された。
戦艦型巨大鉄道兵器
エッケル帝国の最高兵器。蒸気機関車と戦艦が合体したような姿をしており、三両の車両で構成される。前後の車両には前方射撃用のガトリング砲2門と3連装ミサイルランチャー2基、さらに前面の装甲ハッチ内に中型ミサイルランチャーが3門と大型ミサイルランチャーが1門、そして側面射撃用に片側6門ずつの合計12門の大砲が搭載されている。中間車両は戦艦に近いフォルムをしており、艦橋周辺に4基の単装機関砲塔、二連装の中型砲塔が両側面にそれぞれ1基ずつの合計2基、そして二連装の大型砲塔が前方に2基と、後方に1基の3基搭載されている。起動にはトロッコ用のレールが3本必要である。その存在は国家機密とされマリー・ベイツなど優秀な者を拉致し開発に心血を注いできた。FOTRESS（要塞）の序盤と最終ステージに登場。要塞では電線を必要としていたが、最終ステージでは必要としなかった、2つのステージの距離が離れている等から2両存在する可能性もある。